# Permosialis bifasciata
Permosialis bifasciata là một loài côn trùng trong họ Incertae Sedis (Neoptera) thuộc bộ Incertae Sedis (Neoptera). Loài này được Martynov miêu tả năm 1933.